# La Jagua del Pilar
La Jagua del Pilar è un comune della Colombia facente parte del dipartimento di La Guajira.
Il centro abitato venne fondato da Manuel José Fernández de Castro e Bartolo Ustariz nel 1795, mentre l'istituzione del comune è del 6 maggio 1998.